# 譚維維音樂作品列表
譚維維出道至今一共發行了六張錄音室專輯、一張數位專輯及十首單曲。

## 錄音室專輯
| # | 專輯名稱           | 發行公司   | 發行日期       | 曲目 |
| 1 | 《高原之心》       | 星文唱片   | 2005年11月23日 | 曲目 1. 高原之心 2. 康定情歌與溜溜調 3. 神鷹傳說 4. 走進西藏 5. 阿娃茲古麗 6. 海市蜃樓 7. 永遠的那達慕 8. 牧歌 9. 烏蘭巴托之夜                                                 |
| 2 | 《耳界》           | 天娛傳媒   | 2007年12月4日  | 曲目 1. 蝶 2. 鋼琴 3. 做錯 4. 不穿高跟鞋 5. 視而不見 6. 愛的光 7. 達子的春天 8. 也許也許 9. 向日葵 10. 雪落下的聲音 11. 傳說                                                   |
| 3 | 《傳說》           | 火烈鳥唱片 | 2009年6月11日  | 曲目 1. 蝴蝶的翅膀 2. 阿爸 3. 傳說 4. 高原紅 5. 我要和你去飛翔 6. 洗衣歌 7. 夢中的唐古拉 8. 獻給阿媽的歌 9. 走進西藏 10. 天路 11. 夢中的綠洲 12. 花的海洋 13. 四姑娘山下雪了嗎 |
| 4 | 《譚某某》         | 天娛傳媒   | 2010年3月20日  | 曲目 1. Fight 2. 如果有來生 3. 如果你 4. 離去之前叫醒我 5. 譚某某 6. 往日時光 7. 石頭在歌唱 (ft.汪峰) 8. 匹諾曹 9. 悲哀而真實                                                  |
| 5 | 《3》              | 遠達卓越   | 2011年10月18日 | 曲目 1. 我是怎麼了 2. 想見 3. Hold不住 4. 塵埃 5. 睡吧寶貝 6. 演 7. 艷陽天 8. 在那遙遠的地方 9. 我 10. 開放                                                                    |
| 6 | 《烏龜的阿基里斯》 | 遠達卓越   | 2013年10月23日 | 曲目 1. 序 2. 擁抱 3. 玩耍 4. 惡之花 5. 樹 6. 我反對 7. 什麼 8. 牆 9. 黑則明 10. 為什麼 11. 當 12. 我愛你 13. 天堂口處蓮花開                                                   |
| 7 | 《3811》           | 太合麦田   | 2020年12月11日 | 曲目 1. 章存仙 2. 鱼玄机 3. 阿果 4. 吴春芳 5. 如花 6. 钱夫人 7. 赵桂灵 8. 卡利 9. 小娟（化名） 10. ཏཱ་རེ་མ། (Tare Ma) 11. 谭艳梅                                                 |

## 數位專輯
| # | 專輯名稱 | 發行公司 | 發行日期                                                                       | 曲目 |
| 1 | 《觀照》 | 天浩盛世 | 夏長: 2016年8月8日 秋收: 2016年10月25日 冬藏: 2017年1月16日 春生: 2017年5月4日 | 夏長 1. Blah Blah Blah 2. 城市病人 3. 盛女時代 秋收 1. 飛 2. 三厘米 3. 取墨 冬藏 1. 錯過 2. 一箱子雲朵 春生 1. 昨天涯 2. 失眠書 |

## 單曲
| 單曲                  | 發布日期       | 所屬專輯                       | Ref.   |
| 好一個都江堰          | 2005年9月      | 《歌唱成都》音樂合輯           |        |
| 如果我沒有愛過        | 2007年3月      | 《超級女聲 美夢成真》合輯      |        |
| 我 忘了說             | 2008年1月7日   | 不適用                         | [ 12 ] |
| 擁抱                  | 2013年9月2日   | 烏龜的阿基里斯                 | [ 13 ] |
| Ich Liebe Dich 我愛你 | 2013年10月11日 | 烏龜的阿基里斯                 | [ 14 ] |
| 坎兒                  | 2014年4月      | 不適用                         |        |
| 那時的光              | 2015年6月3日   | 2015年《維所欲為》演唱會主題曲 | [ 15 ] |
| 我是一隻船            | 2015年9月8日   | 不適用                         | [ 16 ] |
| 等待                  | 2016年1月6日   | 不適用                         | [ 17 ] |
| 你呀                  | 2018年5月13日  | 不適用                         | [ 18 ] |
| 追 (ft. 韓磊)         | 2020年3月6日   | 不適用                         | [ 19 ] |

## 影視歌曲
| 發布日期       | 歌曲                 | 所屬電影/電視劇                                |
| 2006年10月     | 飛鳥和魚             | 音樂劇《金沙》原聲帶                           |
| 2006年10月     | 當時                 | 音樂劇《金沙》原聲帶                           |
| 2006年10月     | 總有一天             | 音樂劇《金沙》原聲帶                           |
| 2007年8月      | 千古一王             | 電視劇《臥薪嘗膽》主題曲                       |
| 2007年9月      | 治世民為天           | 電視劇《大明王朝》主題曲                       |
| 2009年9月      | 生我養我，在水一方   | 電視劇《八百里洞庭我的家》主題曲               |
| 2009年12月     | 滾滾紅塵             | 電影《隋朝來客》主題曲                         |
| 2010年8月28日  | 遇見                 | 電影《米香》主題曲                             |
| 2011年5月30日  | 害怕愛上你           | 電影《假裝情侶》主題曲                         |
| 2011年5月30日  | 錦灰                 | 電影《柳如是》主題曲                           |
| 2011年7月      | 祈福                 | 電影《西藏往事》主題曲                         |
| 2015年6月5日   | 一生一世心上一个人   | 音樂劇《搖滾·西廂》主題曲                      |
| 2015年6月15日  | 愛到底               | 電視劇《偏偏喜歡你》主題曲                     |
| 2015年10月30日 | 三十歲的女人         | 電影《剩者為王》宣傳曲                         |
| 2016年5月18日  | Take My Hand         | 美國電影《X戰警：天啟》中國區宣傳曲            |
| 2016年5月      | 我親愛的             | 電視劇《親愛的翻譯官》主題曲                   |
| 2016年7月29日  | 無問                 | 中國電影《盜墓筆記》主題曲                     |
| 2016年11月15日 | 緣分一道橋           | 中美合作電影 《長城》 片尾曲                   |
| 2017年4月10日  | 失落的緣             | 電視劇《繼承人》主題曲                         |
| 2017年5月18日  | 為了愛的人           | 電視劇《臥底歸來》片尾曲                       |
| 2017年7月3日   | 繡春                 | 電影《繡春刀2：修羅戰場》主題曲                |
| 2017年9月5日   | 行走在茫茫月光的中間 | 電視劇《那年花開月正圓》片尾曲                 |
| 2017年10月10日 | 陌上花開             | 電影《相愛相親》主題曲                         |
| 2017年11月1日  | 我要飛               | 電影《遙遠的格桑花》主題曲                     |
| 2018年1月12日  | 衝鋒                 | 動漫劇《大界王之過去的繼承者》主題曲           |
| 2018年5月11日  | 門                   | 電視劇《莽荒紀》片尾曲                         |
| 2018年6月19日  | 為了你               | 電視劇《為了你我願意熱愛整個世界》李木子人物曲 |
| 2018年8月17日  | 江湖兒女             | 電影《江湖兒女》主題曲                         |
| 2018年9月7日   | 過春天               | 電影《過春天》同名主題曲                       |
| 2018年9月25日  | 影                   | 電影《影》同名主題曲                           |
| 2018年10月13日 | 雲之子               | 電視劇《創業時代》心靈主題曲                   |
| 2018年10月25日 | 永夜                 | 網絡劇《將夜》宣傳曲                           |
| 2019年6月14日  | 時光擦身而過         | 電影《八子》主題曲                             |
| 2019年9月19日  | 攀登者               | 電影《攀登者》主題曲                           |
| 2020年1月15日  | 陌生人也親近         | 電視劇《新世界》主題曲                         |

## 其他歌曲
| 歌曲              | 發布日期       | 備註                                 |
| 無法阻擋          | 2008年4月28日  | 北京奧運火炬珠峰傳遞主題曲           |
| 那一刻            | 2008年7月      | 抗震救災歌曲                         |
| 漢語橋            | 2009年5月      | 第八屆漢語橋世界大學生中文比賽主題曲 |
| 豆花香            | 2010年1月      | 四川豆花文化旅遊節主題歌             |
| 相愛無盡          | 2010年5月      | 四川省自貢市市歌                     |
| 普達措—美麗的姑娘 | 2010年8月      | 雲南省香格里拉縣宣傳片主題曲         |
| 多好啊            | 2010年9月      | 雪佛蘭-新賽歐汽車主題曲              |
| 在束河裡          | 2010年10月     | 雲南省麗江市古城宣傳片主題曲         |
| 就是現在          | 2011年11月21日 | 2011紅牛新能量音樂計劃推廣曲         |
| 萬物有靈          | 2016年6月27日  | 阿拉善SEE一億棵梭梭公益項目主題曲    |
| 紅色鼓勵          | 2016年8月8日   | 肯德基廣告曲                         |
| 南方有座山        | 2018年9月27日  | 深圳南山區慶祝改革開放40週年歌曲     |
| 2021 手牽手       | 2021年6月5日   |                                      |